# نابليون هيل
نابليون هيل (بالإنجليزية: Napoleon Hill)‏ كاتب أمريكي اشتهر بكتبه التي تهتم بالتنمية البشرية ويعرف خصوصاً بكتابه «فكر وازدد ثراء » الذي أصبح عند إصداره من أكثر الكتب مبيعاً وشعبية في أمريكا. وقد ولد في 26 أكتوبر 1883 في باوند، فيرجينيا، الولايات المتحدة وتوفي في 8 نوفمبر 1970 بكارولاينا الجنوبية.
يعتبر كتابه «فكر تصبح غنيا» أشهر كتبه والذي تمت ترجمته إلى اللغة العربية اخر مرة في العام 2010 وقد صدرت الطبعة الأولى من الترجمة الأخيرة للكتاب عن دار الفضيلة بالقاهرة تحت عنوان «فكر وضاعف ثروتك» وقام بإعدادها علي داود محمد محمود [بحاجة لمصدر]. ويقع الكتاب في 15 فصلا.
كان نابليون هيل مستشارا للرئيس الأمريكي فرانكلين روزفلت 1933 - 1936.
إحدى أشهر مقولاته هي: «الشيء الذي يمكن لعقل الإنسان أن يتصوره ويعتقده، يمكن تحقيقه».

## مؤلفاته
- السلم السحري للنجاح
- فكر تصبح غنيا
- قانون النجاح

## روابط خارجية
- نابليون هيل على موقع ميوزك برينز (الإنجليزية)
- نابليون هيل على موقع ديسكوغز (الإنجليزية)